# Oswaldella
Oswaldella es un género de hidrozoos de la familia Kirchenpaueriidae, que forman colonias y que son endémicos de la Antártida. Actualmente el género cuenta con 27 especies descritas.

## Descripción[2]
Se caracterizan por la morfología plumosa de la colonia y un marcado dimorfismo sexual entre las colonias productoras de medusas “macho” y las productoras medusas “hembra”. Son, por tanto, especies dióicas. A simple vista, muestran coloraciones pardas, blanquinosas y, en algunos casos, son transparentes. Encima de estas colonias, como encima de las colonias de otros hidrozoos, no es raro observar otros organismos epifitos viviendo sobre ella.
Se caracterizan, también, por la disposición alterna en el plano de las ramificaciones, conformando dos filas longitudinales de apófisis a lo largo del tallo o hidrocaule (salvo la excepción de Oswaldella laertesi); también por la existencia de poros sobre estas apófisis por donde surgen, en ocasiones, los pólipos defensivos, denominadas “mamelones” por su morfología acuminada. Los pólipos defensivos surgen también, como es habitual en los hidrozoos coloniales, en los internodos. Aquí están los individuos encargados de la función alimenticia (son suspensívoros) o hidrozooides. Todos estos hidrozoos suelen ir protegidos por estructuras que surgen del perisarco que rodea al hidrocaule y que, según a qué tipo de individuo especializado rodee, toma diferentes nombres (nematoteca si protege a los pólipos defensivos, hidroteca si protege a los hidrozooides o gonoteca si protege a los productores de medusas).

## Especies
Listado de las 27 especias descritas del género Oswaldella hasta la actualidad:
- Oswaldella antarctica Jäderholm, 1904
- Oswaldella bifurca Hartlaub, 1904
- Oswaldella billardi Briggs, 1938
- Oswaldella blanconae El Beshbeeshy, 1991
- Oswaldella crassa Peña Cantero & Vervoort, 1998
- Oswaldella curiosa Peña Cantero & Vervoort, 1998
- Oswaldella delicata Peña Cantero, Svoboda & Vervoort, 1997
- Oswaldella elongata Peña Cantero, García Carrascosa & Vervoort, 1995
- Oswaldella encarnae Peña Cantero, Svoboda & Vervoort, 1997
- Oswaldella erratum Peña Cantero & Vervoort, 1997
- Oswaldella rigida Peña Cantero & Vervoort, 2004
- Oswaldella garciacarrascosai Peña Cantero, Svoboda & Vervoort, 1997
- Oswaldella gracilis Peña Cantero, Svoboda & Vervoort, 1997
- Oswaldella grandis Peña Cantero, Svoboda & Vervoort, 1997
- Oswaldella herwigi El Beshbeeshy, 2011
- Oswaldella incognita Peña Cantero, Svoboda & Vervoort, 1997
- Oswaldella laertesi Peña Cantero, 2007
- Oswaldella medeae Peña Cantero & Vervoort, 2004
- Oswaldella monomammillata Peña Cantero & Vervoort, 2004
- Oswaldella niobae Peña Cantero & Ramil, 2006
- Oswaldella occulta Peña Cantero & González Molinero, 2018
- Oswaldella obscura Peña Cantero, Svoboda & Vervoort, 1997
- Oswaldella rigida Peña Cantero, Svoboda & Vervoort, 1997
- Oswaldella shetlandica Stepanjants, 1979
- Oswaldella terranovae Peña Cantero & Vervoort, 1996
- Oswaldella tottoni Peña Cantero & Vervoort, 1996
- Oswaldella vervoorti Peña Cantero & García Carrascosa, 1998

## Distribución geográfica
El género Oswaldella es, por tanto, uno de los hidrozoos más característicos del bentos antártico, a excepción de Oswaldella herwigi, que habita en el bentos de las costas de la Patagonia. Esto sugiere que el género se ha originado evolutivamente en la Antártida. Por tanto, es de distribución Antártica.

## Observaciones
Oswaldella es un género que incluye alrededor del 20% de la diversidad de especies de la familia Leptothecata presentes en la Antártida. Es el género con más especies descritas dentro de la zona antártica, seguido por Staurotheca con 25 especies, Symplectoscyphus con 20 y Schizotricha y Halecium con 15 cada uno.